# Filetia paniculata
Filetia paniculata är en akantusväxtart som beskrevs av C. B. Cl.. Filetia paniculata ingår i släktet Filetia och familjen akantusväxter. Inga underarter finns listade i Catalogue of Life.